# Andreas Gianniotis
Andreas Gianniotis (* 18. Dezember 1992 in Serres) ist ein griechischer Fußballtorhüter, der seit 2023 bei Kasımpaşa Istanbul unter Vertrag steht.

## Karriere

### Verein
Er wuchs in der Jugend von Iraklis Thessaloniki auf und spielte eine Saison bei Ethnikos Gazoros, bevor er von Olympiakos Piräus verpflichtet wurde. Im Januar 2014 wurde er an Fostiras FC, einen Verein in der zweiten griechischen Liga, ausgeliehen und bestritt für diesen 14 Ligaspiele. In der darauffolgenden Saison spielte er die erste Saisonhälfte bei PAS Giannina, wo er nur ein Pokalspiel bestritt; in der zweiten Saisonhälfte kehrte er als dritter Torhüter zu Olympiakos zurück.
Im Sommer 2015 wurde er erneut ausgeliehen, diesmal an Panionios Athen, wo er in drei Ligaspielen und zwei Pokalspielen zum Einsatz kam. In der darauffolgenden Saison spielte er in der Startelf und absolvierte 33 Ligaspiele.
Im September 2017 unterschrieb er bei Atromitos Athen, nachdem er alle vertraglichen Bindungen zu Olympiakos aufgelöst hatte.

### Nationalmannschaft
Er kann nur einen einzigen Einsatz in der U21-Nationalmannschaft vorweisen, und zwar in einem Qualifikationsspiel zur U21-Europameisterschaft gegen die zyprische Mannschaft (1:0).
Im Juni 2017 wurde er erstmals in die A-Nationalmannschaft berufen und debütierte im Jahr 2018.